# Geschiedenis van Chili

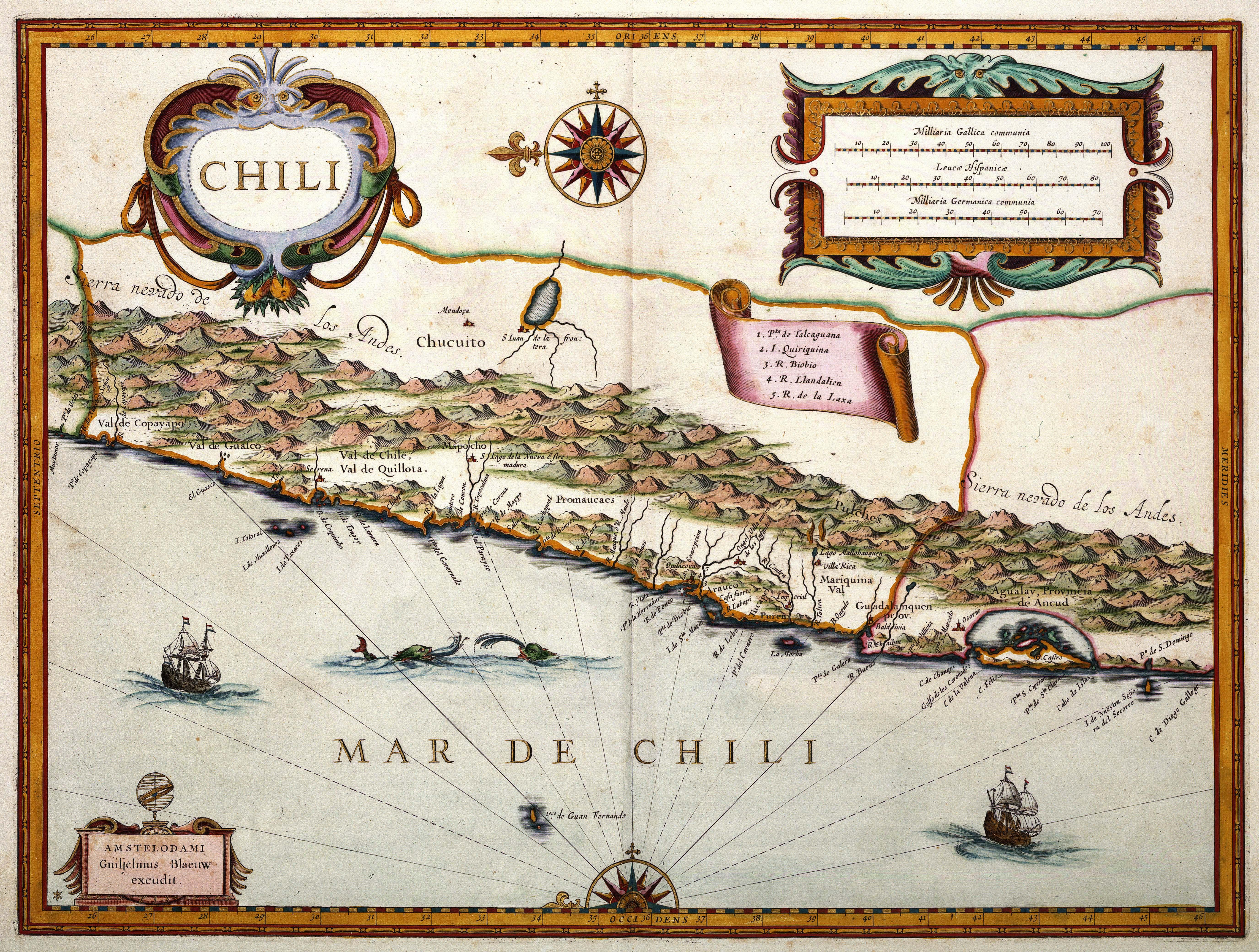
Chili - Kaart van Willem Jansz Blaeu uit 1630

Dit artikel gaat over de geschiedenis van het land Chili.

## Oudheid
De vroegst bewoonde plek in Chili, Monte Verde, is gedateerd op 12.500 jaar geleden. Dat maakt het ook een van de vroegst bewoonde plekken in Amerika. De vroegste menselijke resten die op het Chileense grondgebied zijn gevonden dateren van ongeveer 10.500 jaar geleden.

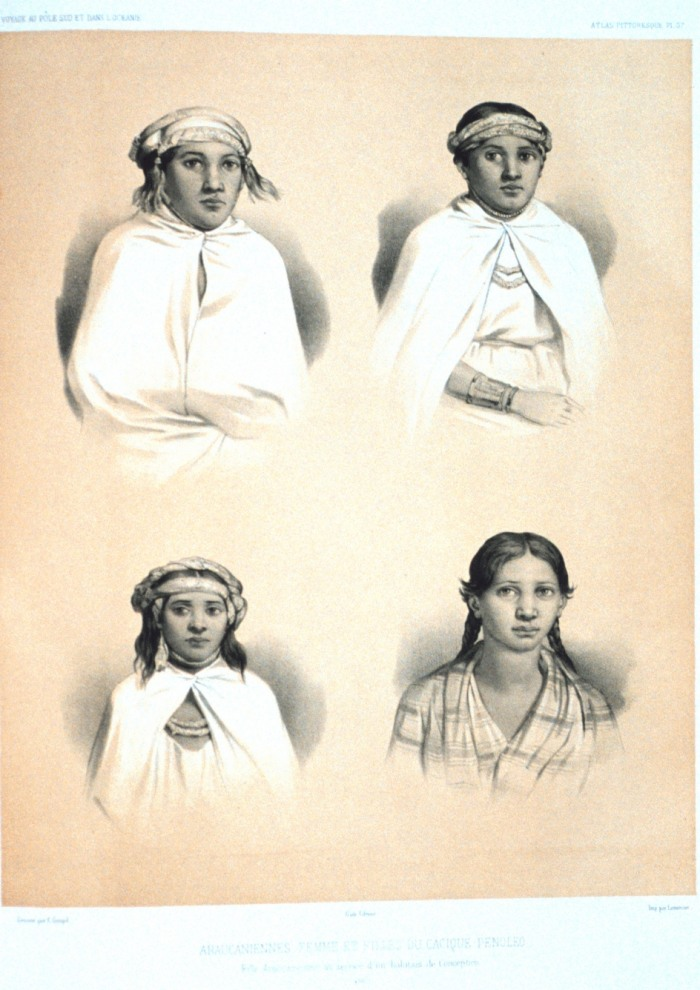
De Mapuche waren de originele inwoners van centraal en zuidelijk Chili

Het grondgebied van het huidige Chili werd bewoond door verschillende Indianenstammen zoals de Aymara in het noorden, Mapuche in het midden en de Yagán en Kawésqar (ook Alacaluf genoemd) in het zuiden. De Inca-keizer Huayna Capac veroverde tussen 1493 en 1527 een groot deel van het noorden van Chili, tot aan de Maule. Daar stuitte de Inca's op hevig verzet van de Mapuche stammen.

## Spaanse overheersing
De eerste Spaanse ontdekkingsreiziger was Diego de Almagro die in het jaar 1535 vanuit Peru, via Argentinië, Chili bereikte. Het was echter pas met de expeditie van Pedro de Valdivia in 1540-1541 dat de eerste blijvende Spaanse nederzettingen werden gevestigd. In die eerste reis legde Valdivia de grondvesten van een aantal steden, waaronder Santiago. Santiago heette toen nog Santiago de Nueva Extremadura. Het Christusbeeld dat Pedro de Valdivia had meegenomen uit Spanje is nu nog steeds te bezichtigen in de hoofdstad. Ook de Nederlanders hebben geprobeerd Chili te veroveren. Zie: Nederlanders in Chili.

## Onafhankelijkheid
In 1810 verklaarde het land zich onafhankelijk en brak de Chileense Onafhankelijkheidsoorlog uit. Hoewel de Spanjaarden de kolonie in 1814 wisten terug te veroveren, wisten de Chilenen onder leiding van de generaal Bernardo O'Higgins drie jaar later alsnog de overwinning te behalen. Hij werkte met het onafhankelijkheidsleger van generaal José de San Martín van Argentinië. O'Higgins was de zoon van een Ierse immigrant. Na de onafhankelijkheid werd hij 'opperste directeur' van Chili, maar zijn liberale beleid leidde ertoe dat hij in 1823 door conservatieven werd afgezet. In de eerste decennia als republiek wordt Chili bestuurd door overwegend conservatieve regeringen, vanaf 1861 zijn de liberalen dominant.
Van 1879 tot 1884 is Chili in oorlog met zowel Peru als Bolivia over de salpeter-velden in het noorden, een grensstreek van de drie landen. Chili wint deze Salpeteroorlog (ook wel Oorlog van de Stille Zuidzee genoemd) en neemt grote delen van Peruviaans en Boliviaans grondgebied in. Hierdoor raakte Bolivia zijn toegang tot de Grote Oceaan kwijt. De jonge republiek voerde ook oorlog met de Mapuche-stammen, die zich tot dusverre altijd hadden weten te weren. Hierdoor kreeg Chili zijn langgerekte vorm en breidde het zich zuidwaarts uit tot Vuurland. De Mapuche-indianen hebben zich echter nooit overgegeven en vechten nog steeds om erkend te worden.
Eind 19e eeuw besloot de Chileense regering om het zuidelijke deel van Chili te bevolken en stuurde hiervoor officiële delegaties naar Europa. In die jaren zijn met name veel Duitsers naar Chili geëmigreerd, wat nog steeds terug te vinden is in de architectuur, met name in Valdivia, Osorno, Puerto Montt etc., alsmede in de taal. Vele mensen van Duitse afkomst spreken nog steeds Duits en ook de Duitse klederdracht en enkele gebruiken worden nog steeds in ere gehouden.

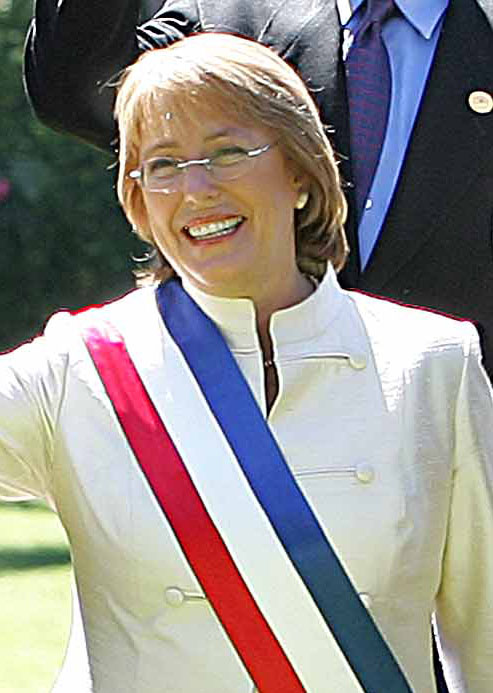
Michelle Bachelet Jeria, de eerste vrouwelijke president van Chili

Gedurende de 19e eeuw was Chili een van de stabielste landen van Latijns-Amerika, waar met de Chileense Burgeroorlog van 1891 een einde aan komt. José Manuel Balmaceda gesteund door het leger delft het onderspit tegen het Congres gesteund door de marine. Balmaceda pleegt zelfmoord, en de grondwet wordt voortaan 'parlementaristisch geïnterpreteerd', waarmee het zwaartepunt verschuift van de president naar het Congres. Deze periode van de parlementaire republiek, wordt vooral gekenmerkt door de opspelende sociale kwestie. Door de salpeter, het koper en de tin was er welvaart, die echter beperkt was tot de bovenlaag. Op het platteland bleef het grootgrondbezit in stand, en boerenknechts en mijnwerkers leden gebrek. Een staking van mijnwerkers leidde in 1907 tot het bloedbad van Iquique.

## 20e eeuw
Chili heeft een lange democratische traditie. Met een onderbreking in de jaren 20 en 30 hield het leger zich afzijdig van de politiek. Tussen 1923 en 1938 vonden verschillende regeringswisselingen plaats, waarin de charismatische generaal Carlos Ibáñez del Campo een grote rol speelde, en werd een nieuwe presidentialistische grondwet geproclameerd. Vanaf 1938 werd de politiek gedomineerd door de Radicale Partij, in veel opzichten een voortzetting van de oude liberalen. De christendemocratische regering van Eduardo Frei Montalva kwam in de jaren 60 niet veel verder dan de belofte van een 'revolutie in vrijheid'. Er vonden bescheiden landhervormingen plaats en de regering ging over tot een 'chilenisatie' van de mijnbouw, waarin (buitenlandse) mijnbouwbedrijven dienstbaar worden gemaakt aan de Chileense bevolking. In 1970 won een coalitie Unidad popular van communisten en socialisten onder leiding van de arts Salvador Allende en andere partijtjes de verkiezingen. Een programma van landhervorming en nationalisatie van de mijnen en andere vitale sectoren, leidde tot obstructie en sabotage door de politieke oppositie en de ondernemers. Op de achtergrond financierde de CIA het verzet.

### Pinochet-dictatuur
Op 11 september 1973 zette generaal Augusto Pinochet de socialistische president Salvador Allende via een militaire staatsgreep af. Salvador Allende pleegde zelfmoord. De daarop volgende 17 jaar zou het land gebukt gaan onder een militaire dictatuur.
Pinochet werd door de Verenigde Staten gesteund, maar in 1976 nam het Amerikaanse congres een voorstel aan een wapenembargo tegen zijn regime in te stellen. Israël vulde echter dit gat op tot 1988. Ook leidde het Chileense officieren en piloten op. Deze wapens werden onder andere gebruikt voor Operatie Condor.
Het totaal aantal slachtoffers van het Pinochet-bewind bedraagt een kleine 40.000 personen.
In 1990 keerde de democratie terug. Sinds de overgang wordt het land bestuurd door de Concertación de Partidos por la Democracia, een centrumlinkse coalitie van vier partijen.

## 21e eeuw
In januari 2006 kozen de Chilenen hun eerste vrouwelijke president, Michelle Bachelet, van de Socialistische Partij van Chili. Zij werd ingezworen op 11 maart 2006. Haar bewind duurde tot 2010, waarna ze werd opgevolgd door Sebastián Piñera.
In de nacht van 27 februari 2010 werd Chili getroffen door een van de tien grootste aardbevingen ooit gemeten op aarde. Deze aardbeving had een sterkte van 8,8 op de schaal van Richter.
Van oktober 2019 tot in maart 2020 was er een volksopstand, waarbij mensen massaal de straat opgingen. Aanleiding was de verhoging van de prijs van metrokaartjes, maar eigenlijk de grote ongelijkheid tussen rijk en arm. Leger en politie sloegen de opstand neer: met 36 dodelijke slachtoffers tot gevolg. Ook raakten vele demonstranten blind aan een oog ten gevolge van het gebruik van rubberkogels door de ordehandhavers.
In september 2022 stemde meer dan 60% van de kiezers tegen een door een tamelijk linkse commissie voorbereid voorstel van een nieuwe grondwet (oa met meer rechten voor Lbth-ers resp. rechten op abortus voor vrouwen). Dit voorstel had de grondwet van Pinochet moeten vervangen.